# Barique (Grenada)
Barique ist ein Ort auf Grenada im gleichnamigen Inselstaat.

## Geographie
Barique liegt im Parish Saint Patrick, hoch in den Bergen im Zentrum der Insel, an der Grenze zum Parish Saint Andrew. An der Grenze zu St. Andrew steigt das Gelände bis zum gleichnamigen Gipfel auf bis zu 600 m an.